# Trophithauma dissitum
Trophithauma dissitum är en tvåvingeart som beskrevs av Schmitz 1925. Trophithauma dissitum ingår i släktet Trophithauma och familjen puckelflugor.
Artens utbredningsområde är Filippinerna. Inga underarter finns listade i Catalogue of Life.